# Реал, Мигел
Мигел Реал (порт. Miguel Reale; 6 ноября 1910—2006 Сан-Паулу — бразильский философ, юрист, учёный, политик и поэт, создатель концепции «Трехмерная теория права» (англ. A Three-Dimensional Theory of Law). Известен как один из самых важных юристов в Бразилии, считается самым великим философом в области права.
Был одним из лидеров фашистского политического движения интегрализма.
Реал занимал пост министра юстиции штата Сан-Паулу в 1947 году. Он основал Бразильский институт философии в 1949 году и Межамериканское философское общество в Сан-Паулу в 1954 году. Был членом Бразильской академии литературы.

## Биография
Реал окончил юридический факультет Университета Сан-Паулу (1934 г.), где он был профессором (1941 г.) и ректором (1949—1950, 1969—1973 гг.). Кроме того, он получил звание почетного профессора Университета Сан-Паулу.
Как ученый, он стал хорошо известен в Латинской Америке и в континентальной Европе своими работами по праву и философии.
Был плодотворным писателем в области права, написав несколько классических работ бразильской философской и юридической мысли.
Получил известность при формулировании трёхмерной теории права.
В 1969 году он был назначен президентом Артуром да Коста-и-Силва был назначен членом «Комиссией высокого уровня», созданной для пересмотра Конституции 1967 года.
В 2002 году, под началом президента Кардозу, активно участвовал в разработке гражданского кодекса Бразилии наряду с другими юристами. Мигель Реал считается главным автором действующего Гражданского кодекса Бразилии.